# Factorio
Factorio é um jogo eletrônico de construção e gestão. O jogo começou a ser desenvolvido em 2012 pela empresa Wube Software, sediada em Praga. O jogo foi lançado em modelo de acesso antecipado em 2016, e seu lançamento completo aconteceu em 14 de agosto de 2020. Além das vendas em acesso antecipado, uma campanha de arrecadamento de fundos foi realizada pelo Indiegogo em 2013 para financiar o jogo.

## Jogabilidade
Factorio é um jogo de construção e gerenciamento com foco na coleta e no processamento de recursos, com elementos de estratégia em tempo real e sobrevivência. Jogadores utilizam recursos para automatizar partes de suas linhas de produção, assim podendo pesquisar máquinas e tecnologias mais avançadas, que em torno permitem automação ainda mais avançada. A versão atual do jogo é formalmente "vencida" ao se lançar um foguete espacial, o que requer a pesquisa de boa parte das tecnologias disponíveis. Entretanto, o jogo possui um mundo aberto, e é possível continuar jogando por tempo indeterminado após esse objetivo ser completado.

### Multijogador
Dois jogadores podem jogar cooperativamente ou competitivamente, através da Internet ou de uma rede local. Arquivos de progresso do jogo podem ser carregados no modo multijogador da mesma forma como são utilizados na campanha normal do jogo.

### Modificações
O jogo foi projetado para ter suporte a modificações criadas pela comunidade, com o fim de adicionar mais conteúdo ou alterar a jogabilidade. Modificações são escritas na linguagem de programação LUA. No site oficial, os desenvolvedores oferecem um portal para que criadores de modificações hospedem seus conteúdos criados, e o jogo possui um sistema integrado para rápida aquisição dos arquivos hospedados neste portal.

## Recepção
Factorio foi bem recebido pela crítica desde o início da campanha de acesso antecipado, tendo recebido análises positivas na Rock Paper Shotgun e na Eurogamer.
Nos Steam Awards de 2018, usuários da plataforma Steam elegeram o jogo como um dos 5 finalistas da categoria "Most Fun with a Machine" (em tradução livre, "Maior Diversão com uma Máquina").
No meio de 2017, a Wube Software anunciou que o jogo vendera mais de um milhão de cópias. No final de 2019, a marca de 2 milhões de cópias vendidas foi ultrapassada.